# オニスゲ
オニスゲ Carex dickinsii は、カヤツリグサ科スゲ属の植物の1つ。大きくて先の尖った果胞を短い小穂に密生して着ける。ミクリスゲとも言う。

## 特長
夏緑性の多年生草本。長い匍匐枝を出し、株を作り、群生する。草丈は20-50cm。葉は花茎と同程度かやや長く、鮮緑色で幅4-10mm、ざらつく。基部の鞘は黄褐色で質は柔らかく、僅かに繊維に細かく裂ける。
花期は5-7月。花茎はざらつかず、小穂はすべて先端近くに集まって生じる。頂小穂は雄性、側小穂は雌性。側小穂の下から出る苞は葉状部がよく発達し、基部の鞘はないか、あっても短い。頂生の雄小穂は線形で長さ2-3cm、柄がある。雄花鱗片は淡褐色で、中肋は緑色をしており、先端は鋭く尖る。雌性の側小穂は2-3個あり、短い柱状で長さ1.5-2cm、柄はなく、花を密集して着ける。雌花鱗片は果胞より短く、淡褐色で、緑色の太い中肋があり、先端は鋭く尖るか、短い芒になって突き出る。果胞は卵形で、熟すると膨らんで反り返る。断面は3稜形。長さは8-10mmで、無毛で脈が多数ある。先端部は長い嘴になって突き出し、その先端は鋭い2歯がある。熟した時は膨らみ、緩く果実を包む。果実は菱形で長さ2-3mmで、基部には短い脚部がある。

和名は鬼スゲの意味で、大型の果胞に基づく。また別名をミクリスゲといい、これは果穂の形がちょうどミクリ類の果穂に似ていることによる。

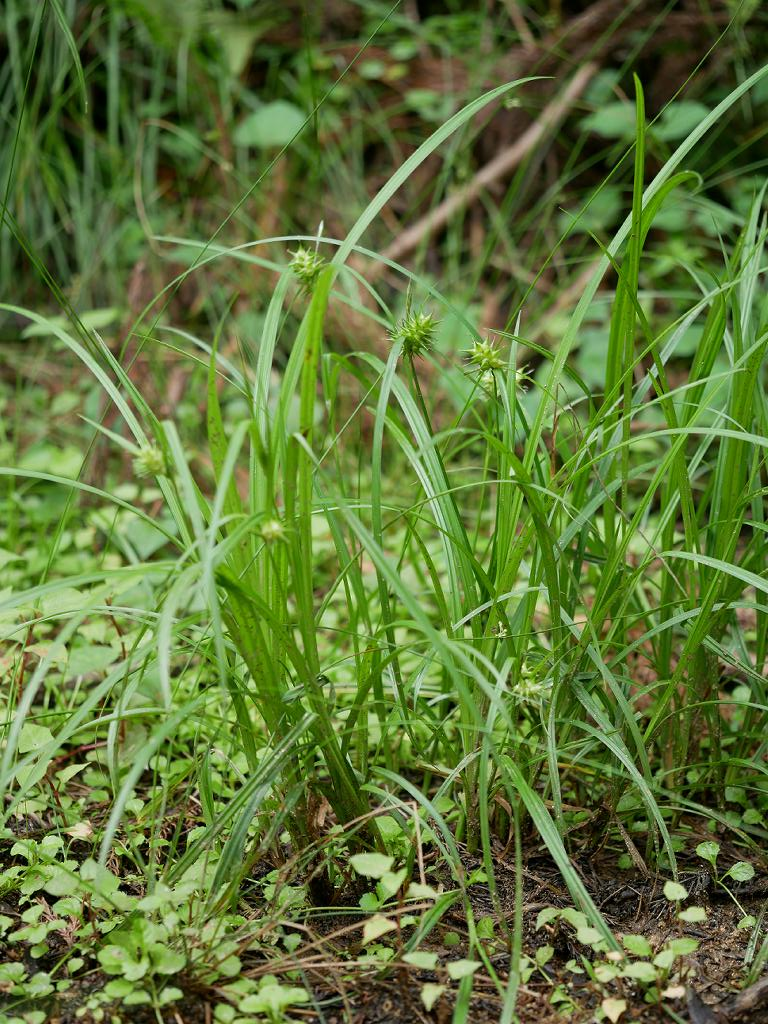
全体の姿
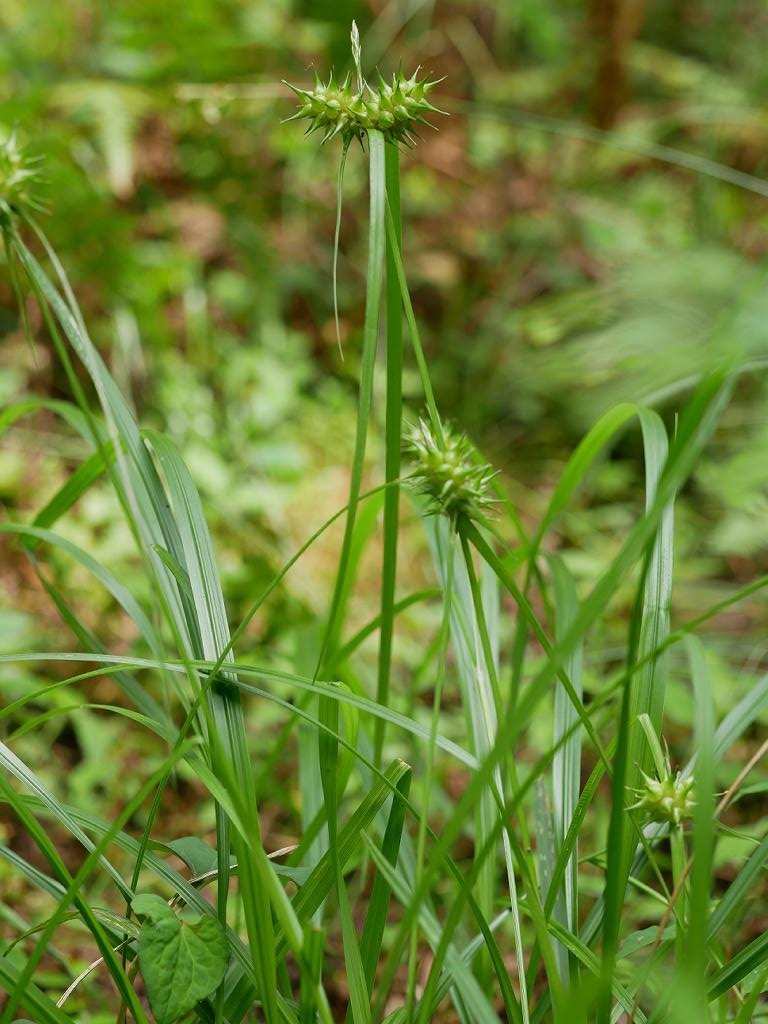
よく発達した苞の葉身
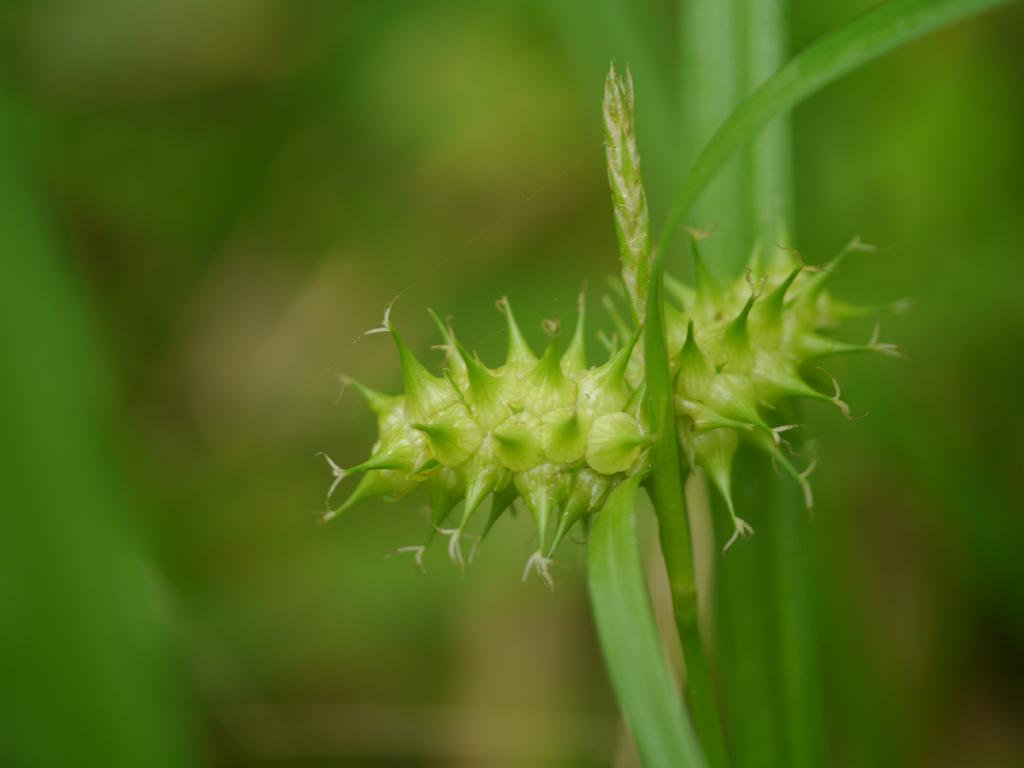
穂の拡大像
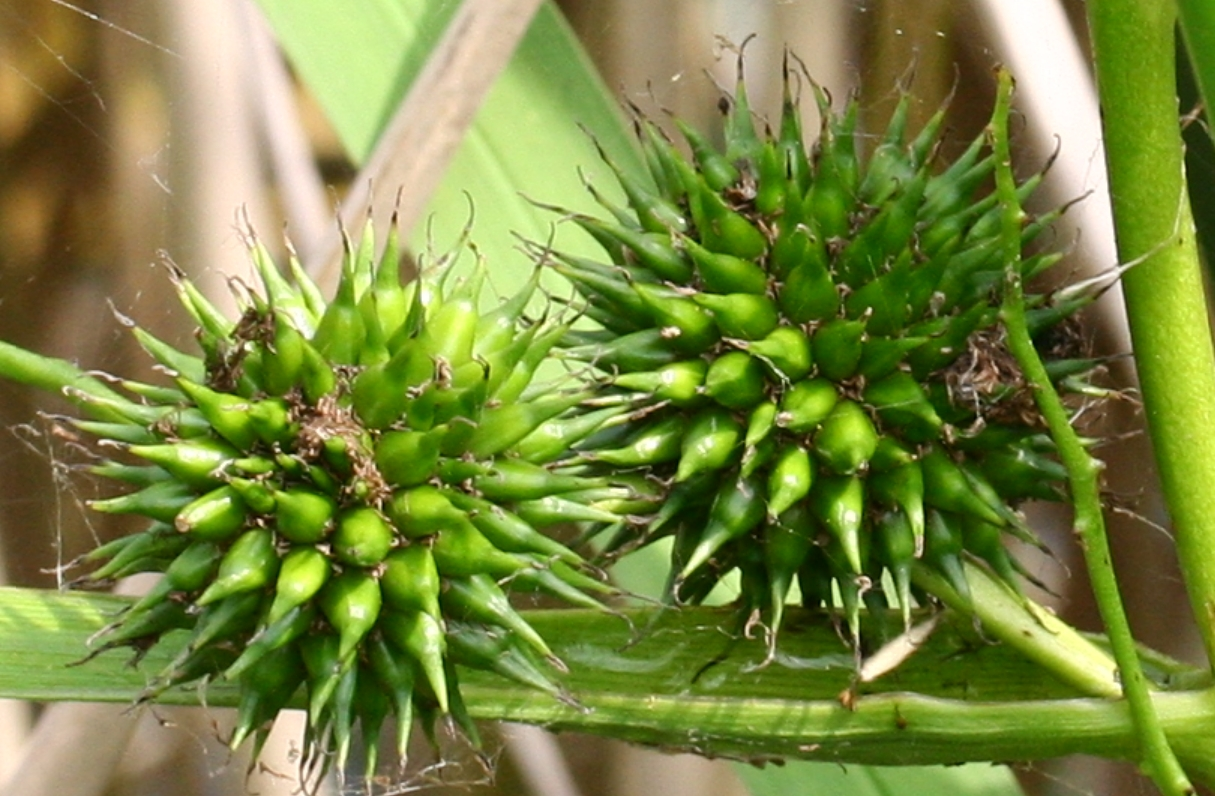
ミクリの花穂

## 分布と生育環境
北海道、本州、四国、九州に分布し、国外では朝鮮半島からも知られる。
湿地に生える。ただし低地から山地までと標高はさほど選ばないが「湧水源付近の水湿地」に限られ、「平野部の水田地帯にはほとんど生育がない」との言及もあり、湿地であればどこにでも出現するものではないようである。

## 類似種など
本種は小穂や果胞が大きく、それが花茎の先端に集中してつくことで、湿地性の他の種とは容易に区別できる。例えば湿地性のスゲとして普通なアゼスゲやカサスゲなどは小穂が遙かに小さくて雌小穂は細長い。オニナルコスゲでは果胞が6-9mm、ウマスゲでは9-12mmと本種に迫るか、あるいは超える大きさを示すが、これらは雌小穂が互いに離れて生じ、また果胞の嘴も本種のように鋭く長くない。

## 保護の状況
環境省のレッドリストには指定がないが、かなりの数の道府県で何らかのランクで指定を受けている。分布域そのものは広いが、上記のように生育環境は幅が狭く、どこにでもあるものではなく、地域によってはかなり限定的である。例えば兵庫県では2009年までは指定があったが、精査の上で生育地が数多く,標本数も多いので除外した。しかし香川県では生育地の記録そのものは多いものの近年は大きく減少したとしており、その理由として湿地や河川の改修による生育地の消失、あるいはため池や水田周辺などの管理放棄などによる生育地の荒廃などを挙げている。